# Teriparatide

Structure chimique du teriparatide.

Le teriparatide est une molécule utilisée dans le traitement de l'ostéoporose. Il s'agit d'une chaîne peptidique constituée des 34 premiers acides aminés de la parathormone.

## Efficacité
Donné seul, il diminue le risque de fracture et augmente la densité minérale osseuse de la femme ménopausée. Il s'avère être supérieur aux biphosphonates sur le premier point. L'association avec d'autres médicaments anti résorbant osseux semble limiter cet effet avec une baisse transitoire de la densité osseuse au niveau du bassin. Cet effet délétère a été décrit avec l'alendronate chez la femme ménopausée et chez l'homme. L'association avec l'acide zolédronique ou avec le denosumab semble, par contre, synergique.

## Statut en France
En France, la HAS s'appuyant sur des données de 2009, considère que le service rendu est important uniquement pour des ostéoporoses sévères caractérisées par des antécédents d'au moins deux fractures vertébrales, et en limite le remboursement à ces cas (femmes ménopausées, hommes, hommes et femmes en cas d'ostéoporose cortisonique).